# ドラマティック (彩冷えるの曲)
「ドラマティック」は、2010年6月16日にリリースされた彩冷える -ayabie-の通算19枚目のシングルである。発売元は徳間ジャパンコミュニケーションズ。

## 解説
- キャッチコピーは「まぶしすぎて直視不可能！きらめく音の破片が風に舞い、溢れる彩りに変わる“彩冷える”の真骨頂スピードチューン！」

## 収録予定曲

### 初回生産限定盤
1. ドラマティック
2. 君だけを映して
3. ドラマティック (Instrumental)
4. 君だけを映して (Instrumental)

### 通常盤
1. ドラマティック
2. 君だけを映して
3. brand new story
4. ドラマティック (Instrumental)
5. 君だけを映して (Instrumental)
6. brand new story　(Instrumental)